# Campeonato Mundial de Voleibol Masculino de 1956
El III Campeonato Mundial de Voleibol Masculino se celebró en París (Francia) entre el 30 de agosto y el 12 de septiembre de 1956 bajo la organización de la Federación Internacional de Voleibol (FIVB) y la Federación Francesa de Voleibol.

## Fase final
| Equipo          | J | G | P | SG | SP | DS  | PTS  |
| --------------- | - | - | - | -- | -- | --- | ---- |
| Checoslovaquia  | 9 | 9 | 0 | 27 | 7  | +20 | 18   |
| Rumanía         | 9 | 7 | 2 | 24 | 13 | +11 | 16   |
| Unión Soviética | 9 | 7 | 2 | 24 | 10 | +14 | 16   |
| Polonia         | 9 | 6 | 3 | 20 | 11 | +9  | 15   |
| Bulgaria        | 9 | 5 | 4 | 21 | 16 | +5  | 14   |
| Estados Unidos  | 9 | 4 | 5 | 15 | 18 | -3  | 13   |
| Francia         | 9 | 3 | 6 | 13 | 21 | -8  | 12'' |
| Hungría         | 9 | 2 | 7 | 10 | 24 | -14 | 11   |
| China           | 9 | 1 | 8 | 6  | 25 | -19 | 10   |
| Yugoslavia      | 9 | 1 | 8 | 11 | 26 | -15 | 10   |

## Medallero
|                |         |                 |
| Checoslovaquia | Rumanía | Unión Soviética |

| Predecesor: Unión Soviética 1952 | III Campeonato Mundial de Voleibol Masculino 1956 | Sucesor: Brasil 1960 |

- Datos: Q283453